# Risotto con i saltaréi
Il risotto con i saltaréi è un piatto tipico della cucina mantovana.
Si cuoce il riso in acqua bollente. A parte si fanno friggere nell'olio bollente i gamberi di fiume e quando il riso è cotto si aggiunge il condimento, mescolando il tutto.
La cucina di Roncoferraro (Mantova) ha ottenuto con il piatto la denominazione comunale d'origine.